# Walter Paulis
Albert Walter Paulis (Heerlen, 31 januari 1933 - aldaar, 17 oktober 1998) was een Nederlands CDA-politicus.
Paulis was een uit Limburg afkomstige CDA-backbencher die woordvoerder ambtenarenzaken en pensioenen, volkshuisvesting en defensiepersoneel was. Hij was opgeleid als vlieger bij de Luchtmacht en werkzaam bij de koopvaardij, als mijnwerker en als straaljagerpiloot. Nadien werd hij ambtenaar bij de politie en de sociale dienst en bestuurder van de Katholieke Bond van Overheidspersoneel. Hij kwam in 1980, 1983 en 1986 steeds tussentijds in de Tweede Kamer. Hij was een belangenbehartiger van de grensarbeiders. Tevens was hij lid van de enquêtecommissie bouwsubsidies.
- Biografisch Portaal: 06868284
- Parlement.com: vg09llmzy6z3
- Virtual International Authority File: 533153954913805680000